# La Escalera, Michoacán de Ocampo
La Escalera är en ort i Mexiko.   Den ligger i kommunen Charo och delstaten Michoacán de Ocampo, i den södra delen av landet, 200 km väster om huvudstaden Mexico City. La Escalera ligger 1 707 meter över havet och antalet invånare är 217.
Terrängen runt La Escalera är huvudsakligen kuperad, men västerut är den bergig. Runt La Escalera är det glesbefolkat, med 8 invånare per kvadratkilometer. Närmaste större samhälle är La Aldea, 19,8 km nordväst om La Escalera. I omgivningarna runt La Escalera växer huvudsakligen savannskog.